# Elk City (Idaho)
Elk City es un lugar designado por el censo ubicado en el condado de Idaho en el estado estadounidense de Idaho. En el Censo de 2010 tenía una población de 202 habitantes y una densidad poblacional de 31,07 personas por km².

## Geografía
Elk City se encuentra ubicado en las coordenadas 45°49′18″N 115°26′13″O / 45.82167, -115.43694. Según la Oficina del Censo de los Estados Unidos, Elk City tiene una superficie total de 6.5 km², de la cual 6.49 km² corresponden a tierra firme y (0.16%) 0.01 km² es agua.

## Demografía
Según el censo de 2010, había 202 personas residiendo en Elk City. La densidad de población era de 31,07 hab./km². De los 202 habitantes, Elk City estaba compuesto por el 98.51% blancos, el 0% eran afroamericanos, el 0.5% eran amerindios, el 0% eran asiáticos, el 0% eran isleños del Pacífico, el 0% eran de otras razas y el 0.99% pertenecían a dos o más razas. Del total de la población el 0.5% eran hispanos o latinos de cualquier raza.